# Eukoenenia grafittii
Eukoenenia grafittii is een spinnensoort in de taxonomische indeling van de Palpigradi.
Het dier komt uit het geslacht Eukoenenia. Eukoenenia grafittii werd in 1994 beschreven door Condé and Heurtault.